# Diario - Esperimento d'amore
Diario - Esperimento d'amore è stato un programma televisivo italiano di genere docu-soap, trasmesso da Italia 1 nel 2003.

## Il programma
Il programma, condotto da Marco Liorni dal 19 maggio 2003 il lunedì in prima serata per quattro puntate, è basato su un format elaborato dalla Endemol ma di origine giapponese, intitolato Future Diary (未来日記?, Mirai Nikki, letteralmente "Il diario del futuro").
Protagonisti del programma sono stati per ogni puntata un ragazzo e una ragazza che, seguendo le indicazioni scritte su un diario, vivono delle esperienze insieme per una settimana al termine della quale devono decidere se portare avanti o meno la relazione affettiva.
La puntata era divisa infatti in due parti: nella prima è mostrata la settimana di conoscenza della coppia, nella seconda il conduttore presenta in studio i protagonisti e con loro parlerà dell'esperienza. Al termine del talk show, decideranno se proseguire il loro rapporto.
Il programma era stato testato con una puntata zero in onda su Canale 5 il 13 giugno 2001 e condotta dalla giornalista Cesara Buonamici, intitolata Love Stories.